# Nick Leeson
Nicholas Leeson (25 de fevereiro de 1967) é um ex-funcionário do banco de investimentos inglês Barings que ficou mundialmente conhecido por ter sido o responsável, sozinho, pela quebra do banco, até então uma tradicional instituição financeira da Inglaterra, o mais antigo banco de investimentos do país, reconhecido em todo o planeta. Atualmente, Nick é CEO do time de futebol irlandês Galway United.

## Trajetória
Leeson nasceu em Watford, nordeste de Londres, e estudou na escola Parmiter. Tendo concluído o período escolar em 1984, conseguiu um emprego no banco Coutts. Trabalhou em diversos outros bancos até chegar ao Barings, no início da década de 1990. Em 1992, Nick assumiu o cargo de operador de mercados futuros na bolsa de valores de Singapura, a SIMEX (Singapore International Monetary Exchange). O Barings tinha uma cadeira na SIMEX havia algum tempo, porém ela só foi ativada com a chegada de Leeson.
A partir de então, Leeson realizou diversas operações especulativas que, no início, chegaram a gerar ganhos da ordem de £10 milhões, o equivalente a 10% dos ganhos anuais da Barings. Nick recebeu um bônus de £130 mil em seu salário de £50 mil.
Sua sorte, no entanto, mudou de lado, e ele começou a utilizar uma das contas de erros do Barings (contas utilizadas para corrigir erros de negociação) para esconder suas perdas. Ele criou a conta 88888 - um número considerado de "extrema sorte" na numerologia chinesa. Leeson alegou que a conta foi usada pela primeira vez para esconder um erro cometido por uma de suas funcionárias, chamada Kim nervosa com a gritaria no balcão de operações, Kim vendeu 20 contratos, ao invés de comprar, causando um prejuízo de £20 mil ao Barings.
No entanto, Leeson acabou utilizando a conta para encobrir outras operações mal-sucedidas. Ele disse que nunca a utilizou em benefício próprio, mas no ano de 1996, o New York Times noticiou investigações sobre contas em vários bancos, todas associadas a Leeson, totalizando 35 milhões de dólares.
A gerência do Barings em Londres ainda permitiu que Leeson acumulasse as funções de operador-chefe e operador comum, funções que normalmente seriam ocupadas por duas pessoas diferentes, tornando a tarefa de enganar a alta administração do Barings ainda mais simples.

## A queda
No final do ano de 1992, as perdas da conta 88888 totalizavam £2 milhões, chegando a £208 milhões ao final de 1994.
O começo do fim aconteceu no dia 16 de janeiro de 1995, quando Leeson executou uma operação apostando que o mercado japonês não mudaria de tendência até o dia seguinte. No dia seguinte, um terremoto atingia a cidade japonesa de Kobe, jogando abaixo os mercados asiáticos. Ele tentou recuperar suas perdas realizando uma série de operações severamente arriscadas, desta vez apostando numa rápida recuperação do Nikkei. A recuperação não veio, e tudo o que Leeson fez foi cavar um buraco ainda mais fundo.
O Barings declarou insolvência no dia 26 de fevereiro de 1995. Leeson viajou para a Malásia, para a Tailândia e acabou sendo preso na Alemanha. No dia 2 de março de 1995, foi extraditado para Singapura, enquanto sua esposa Lisa recebeu permissão para voltar a Londres. Leeson foi acusado somente pelos crimes de fraude que cometeu no cargo de operador-chefe, pois todas as suas transações eram autorizadas por seus superiores. Inúmeros estudiosos do caso, e até o próprio Leeson, puseram a maior parte da culpa pelo ocorrido no próprio Barings, cuja auditoria havia cometido inúmeras falhas. As próprias autoridades de Singapura alegaram que os superiores de Leeson deveriam saber da existência da conta 88888.
Condenado a seis anos e meio de cadeia, Leeson foi solto em 1999, com um câncer no cólon recém-diagnosticado, e ao qual sobreviveu - e sobrevive até os dias de hoje.
Leeson escreveu sua autobiografia na prisão, dando ao livro o título de Rogue Trader (Especulador), publicando-o em 1996. A crítica do New York Times sobre o livro dizia que ele "(…) deveria ser lido por banqueiros e auditores de todo o planeta". No ano de 1999, o livro virou filme, com Ewan McGregor no papel de Leeson.

## Leeson hoje
Leeson vive em Barna, oeste da Irlanda. Lisa, a mulher com quem era casado durante seus anos como operador em Singapura, pediu divórcio e se casou novamente. O Barings foi comprado pelo banco holandês ING pela simbólica quantia de £1.
Em junho de 2005, Leeson lançou um novo livro, Back from the Brink: Coping with Stress.

## Publicações
- Rogue Trader: How I Brought Down Barings Bank and Shook the Financial World, por Nick Leeson e Edward Whitley, ISBN 0-316-51856-5 ISBN 0-7515-1708-9
- Back from the Brink: Coping with Stress (2005) - ISBN 0-7535-1075-8